# Le-Prieur-Rakete

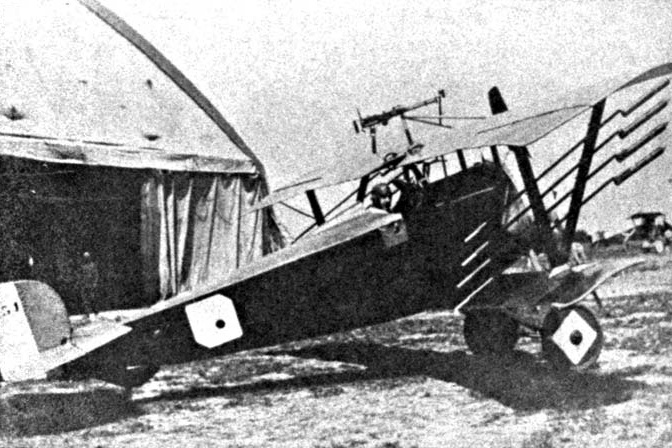
Le-Prieur-Raketen an einer Nieuport 16

Le-Prieur-Raketen (fr.: fusées Le Prieur) waren während des Ersten Weltkrieges von den Westalliierten eingesetzte Luft-Luft-Raketen, die zum Abschuss feindlicher Fesselballons und Luftschiffe verwendet werden sollten.
Entwickelt wurde diese Waffe gegen Ende des Jahres 1915 von dem französischen Offizier Yves Le Prieur, die Herstellung übernahm das Pyrotechnik-Unternehmen Ruggieri. Jeweils vier dieser Raketen wurden in Stahlröhren seitlich am Rumpf zwischen den beiden Tragflächen eines Doppeldeckers angebracht und durch einen elektrischen Mechanismus gezündet. Die Rakete wurde durch 200 Gramm Schwarzpulver angetrieben und erreichte eine mittlere Geschwindigkeit von etwa 100 Metern pro Sekunde.
Der erste Einsatz von Le-Prieur-Raketen erfolgte im April 1916, als während der Schlacht um Verdun alliierte Kampfpiloten mit Nieuport-Flugzeugen deutsche Lufteinheiten attackierten. Am 22. Mai gelang einem französischen Jagdpiloten einer der erfolgreichsten Angriffe, als er fünf gegnerische Aufklärungsballons nacheinander abschoss. Viele bekannte Fliegerasse verwendeten daraufhin diese Raketen, beispielsweise der Brite Albert Ball und der Belgier Willy Coppens.
Die simple Raketenwaffe bestand lediglich aus einem Stiel und einem Kopf, in dem sich Schwarzpulver und ein Treibstoffgemisch befanden. An der Spitze war ein scharfes Metallstück montiert, so dass die Rakete zuerst in den Ballon eindrang, um dann das Traggas zu entzünden. Eingesetzt wurden die Raketen mit verschiedenen Flugzeugen vom Typ Nieuport, Farman und Sopwith Pup.
Trotz einiger positiver Ergebnisse mit diesen Waffen verlor die Le-Prieur-Rakete ab 1917 an Bedeutung. Sie war sehr ungenau und versprach nur dann Erfolg, wenn der angreifende Pilot sie nicht weiter als 115 Meter von seinem Ziel entfernt abfeuerte. Infolgedessen erhöhte sich auch die Kollisionsgefahr für die Jagdflieger, da sie sehr nah an ihre Ziele heranfliegen mussten. Nach der Entwicklung von wirksamerer Brandmunition wurde die Waffe im letzten Kriegsjahr fast vollständig abgeschafft.
Während des gesamten Weltkrieges wurden mit Le-Prieur-Raketen lediglich Ballons, jedoch keine Luftschiffe abgeschossen.